# Rock Hard (magazyn)
Rock Hard – niemiecki miesięcznik z siedzibą w Dortmundzie, poświęcony muzyce heavy metalowej. Założony w 1983 roku, funkcjonuje również jako strona internetowa. 
Serwis zajmował 168 504 miejsce w globalnym rankingu Alexa.

## Historia i profil

### XX w.
Miesięcznik Rock Hard został założony w 1983 roku przez szkolnych kolegów i ówczesnych nastolatków, Holgera Stratmanna i Uwe Lercha, którzy spotykali się, aby wymieniać się płytami winylowymi i chodzić razem na koncerty. We wczesnych latach 80. koncerty hard rockowe były rzadkością w Niemczech, a płyty nie zawsze były łatwo dostępne. Rock Hard rozpoczął swoją działalność jako fanzin. Jego pierwszy numer powstał na fotokopiarce i był sprzedawany w lokalnym sklepie z płytami. Magazyn od początku specjalizuje się we wszystkich rodzajach cięższej muzyki rockowej, zawierając wiele szczegółowych informacji dla znawców muzyki. W jego pierwszych dziesięciu numerach pojawiły się takie zespoły jak: Slayer, Venom, Queensrÿche, Metallica, Megadeth, Exodus, Anthrax, Overkill czy Metal Church. Na ugruntowanie jego pozycji od samego początku miało powstanie i rozwój niemieckiej sceny metalowej z licznymi nowymi wytwórniami i zespołami, takimi jak: Accept, Destruction, Helloween, Kreator, Rage, Running Wild, Sodom czy Warlock. Stratmann i Lerch pozyskali do współpracy partnerów handlowych w osobach Goetza Kuehnemunda i Franka Trojana, a ich magazyn w krótkim czasie stał się dostępny w około 30 sklepach płytowych i trafił do innych dużych miast w całych Niemczech.
W 1997 roku Rock Hard stał się dostępny w internecie (w tym w sklepie internetowym), a w 1998 roku opublikował pierwszą niemiecką encyklopedię hard rocka.

### XXI w.
Po 20 latach od momentu założenia magazyn osiągnął średni miesięczny nakład 80 000 egzemplarzy w Niemczech oraz Szwajcarii i Austrii. Jego objętość wynosiła do 172 stron. Powstały regionalne wersje Rock Hard, między innymi w Hiszpanii, Włoszech, Grecji i Francji.
Od października 2006 roku Rock Hard ma swój oficjalny kanał na YouTube, za pośrednictwem którego udostępnia teledyski i wywiady z organizowanego przez siebie festiwalu rockowego oraz transmituje własny kanał telewizyjny, Rock Hard TV.
Od 2016 roku jest dostępny jako aplikacja na Androida w Google Play. Zawiera ona sekcję online dostarczającą codzienne wiadomości i terminy tras koncertowych. Koncentruje się na wybranych z magazynu tekstach oraz na interaktywnych elementach, takich jak: teledyski, wywiady, galerie zdjęć czy linki do bezpośredniego słuchania muzyki.

## Rock Hard Festival
W 2003 roku dla uczczenia 20. rocznicy swego powstania Rock Hard zorganizował Rock Hard Festival. Jego miejscem był klasyczny amfiteatr, a sam festiwal był pomyślany jako otwarty na różnorodne gusta metalowe i hard rockowe oraz atrakcyjny dla wszystkich pokoleń fanów. Zespoły na kolejne edycje festiwalu są wybierane osobiście przez dziennikarzy Rock Hard (głównie przez redaktora naczelnego Borisa Kaisera). Od 2010 roku program telewizyjny Rockpalast realizuje dokumenty RHF.